# Luzula wahlenbergii
Luzula wahlenbergii — вид трав'янистих рослин родини ситникові (Juncaceae), поширений у Північній Америці (Ґренландія, Канада, Аляска) та Євразії (Фінляндія, Норвегія [вкл. Шпіцберген], Швеція, Росія, Японія). Вид названо на честь шведського ботаніка Йорана Валенберга.

## Опис
Це багаторічні зелені трав'янисті рослини, які утворюють купини або невеликі килими, за допомогою горизонтальних, розгалужених кореневищ з короткими гілками. Стебла 15–30(35) см. Листя: піхви під гострим кутом; пластини базальних листків 5–10 см x 3–8 мм, верхівки коротко загострені, в основному голі; стеблові листки до 3–5 см x 2–4 мм. Суцвіття — нещільні похилі волоті, де квіти розміщені окремо чи в 2(3)-квіткових кластерах. Проксимальний приквіток 1 см або менше; приквітки коричневі; краї з довгими в'юнкими віями. Квітки поодинокі на коротких квітконіжках; квіткові листочки темно-пурпурно-коричневі, 2–2.5 мм, краї тонко розриваються до вершини, вершини гострі, не відігнуті; пиляки приблизно рівної довжини. Коробочки темно-коричневі, менше 2.5 мм, трохи довші за квіткові листки. Насіння темно-червонувато-коричневе, циліндричне, 1.2–1.6 мм. 2n = 24.

## Відтворення
Статеве розмноження насінням; місцеве вегетативне розмноження фрагментаціями колоній. Вид вітрозапильний. Насіння не мають адаптації до будь-якого особливого способу розсіювання і, ймовірно, поширюються на деяку відстань за вітром. Деяке розповсюдження птахами можливе.

## Поширення
Це арктичного-альпійський вид, однак у Ґренландії відомий тільки з одного місця зростання на північному сході. Вид досить поширений в північній Фенноскандії (Фінляндія, Норвегія, Швеція) та арктичній Росії, зростає в Японії, Канаді, Алясці. На архіпелазі Шпіцберген не широко розповсюджений.
Населяє вологі мохові арктичну й альпійську тундри, береги озер, намивні місця рік, береги гірських струмків, гнейсові узбережжя.